# Chéry-Chartreuve
Chéry-Chartreuve es una comuna francesa, situada en el departamento de Aisne, de la región de Alta Francia.

## Demografía
| 318 | 305 | 279 | 271 | 293 | 309 | 330 | 388 | 379 |
| Para los censos de 1962 a 1999 la población legal corresponde a la población sin duplicidades (Fuente: INSEE [Consultar]) |     |     |     |     |     |     |     |     |